# Archives nationales d'Haïti
Pour les articles homonymes, voir Archives nationales (homonymie).

Les archives nationales d'Haïti ont pour mission d'assurer la conservation des documents produits par l'administration centrale haïtienne ainsi que la gestion de l'état civil. Elles ont été fondées le 20 août 1860 sous la présidence de Fabre Geffrard, ce qui en fait l'une des plus anciennes institutions du pays. Elles sont placées sous la tutelle du ministère de la Culture et de la Communication d'Haïti et leur fonctionnement est régi par la loi organique 26 du jeudi 20 mars 1986. Le siège des archives est situé à Port-au-Prince la capitale.
Lors du séisme de 2010 en Haïti, le bâtiment des archives de la capitale est l'un des rares édifices publics de la capitale à ne pas s'effondrer. Cependant les archives publiques conservées par les ministères dont les bâtiments se sont effondrés sont en danger. 70 à 80 % de ces archives ont été finalement récupérées sous les décombres.

## Histoire

### La fondation des archives
La volonté gouvernementale de créer une institution pour conserver les archives nationales voit le jour peu après l’indépendance du pays en 1804. En 1829, Jean-Pierre Boyer, président d’Haïti, proposait de fonder une ville près de Port-au-Prince pour y stocker les archives publiques et les protéger d’une éventuelle invasion française.
En 1831, les fondateurs de la ville de Pétion-Ville proclament la nécessité de se constituer un dépôt pour les archives afin de protéger les documents officiels. Néanmoins, avant 1860, les différents fonds d’archives nationales furent détruits ou disparurent à cause de la situation politique intérieure très instable. Ce n’est qu’en 1860 que le gouvernement de Fabre Nicolas Geffrard transforma les Archives des Finances déjà existantes en Archives nationales en y adjoignant deux autres dépôts d’archives, celles du gouvernement et les archives générales.

### Reconstruction et réorganisation des archives
Dès 1939, le gouvernement haïtien proposa de déménager le dépôt d’archives et de réorganiser les documents pour les protéger de la dégradation. Les archives devinrent la responsabilité du ministère de l’Éducation en 1961, puis celle du ministère de la Justice en 1974, avant d’être rattachées au ministère de l’Information et de la Coordination le 10 mars 1986. Ce ministère a depuis pris le nom de Ministère de la Culture et de la Communication d’Haïti. Le séisme de 2010 en Haïti a eu des effets considérables sur les Archives gouvernementales. Quoique le bâtiment principal ait été peu touché, des documents ont été trouvés sous les décombres d'autres organismes publics et non-publics. Aidées par l'association Archivistes Sans Frontières ASF-France, les Archives nationales d’Haïti ont formé des équipes d'archivistes pour participer à la récupération et au traitement des fonds d'archives endommagés. Le centre d'Art d’Haïti avait pu bénéficier d'une intervention rapide qui a permis de sauvegarder plus de 5 000 œuvres artistiques et les fonds d'archives de l'institution.
En 2018, dans le but de moderniser leurs systèmes de fonctionnement, les archives nationales d’Haïti ont lancé un projet de numérisation de tous leurs registres d'état afin de favoriser un meilleur accès aux documents et de diminuer la fraude. Ce changement a été fait dans le but de rendre plus accessibles les archives du pays.

## Mission
Les archives nationales d'Haïti ont pour mission de veiller à la protection et à l’encadrement des documents et des institutions étatiques afin d'assurer la préservation des documents d'archives publics. Elle doit les protéger afin de préserver le patrimoine de la République d'Haïti.
L’un de ses mandants les plus importants est de donner aux citoyens l'accès aux documents d'archives publics à travers une demande d'accès à l'information, dans le but de promouvoir la transparence de l'État vis-à-vis des citoyens. Ce droit est garanti par la constitution haïtienne de 1987.

## Services
Les archives nationales d’Haïti offrent de nombreux services aux citoyens, notamment l'accès à leurs documents d'état civil tel que les actes de naissance, les actes de décès et les actes de mariage. Ce service est crucial pour la population haïtienne, car quelques millions de personnes vivraient dans ce pays sans document d'identité. Ce service permet à certains de retrouver une copie de leur document d'identité. Les archives nationales offrent aussi un service de modification des documents d’état civil quand ceux-ci contiennent des erreurs.
Les archives offrent des services à l’extérieur d’Haïti pour les millions d’Haïtiens vivant à l'étranger. Ces derniers peuvent avoir accès à leurs documents en faisant une demande au centre d’information des Archives nationales à travers leur site web ou par téléphone.
Les documents administratifs de l’état haïtien sont accessibles à travers des demandes d'accès à l’information ; celles-ci facilitent la transparence au sein de la population en ce qui a trait aux actions et aux décisions de l’État.  

### Direction
Les archives nationales sont divisées en trois grands secteurs que sont les directions générale, administrative et technique, qui englobe les services des archives historiques et les services de l'état civil.